# 亞齊基夫齊

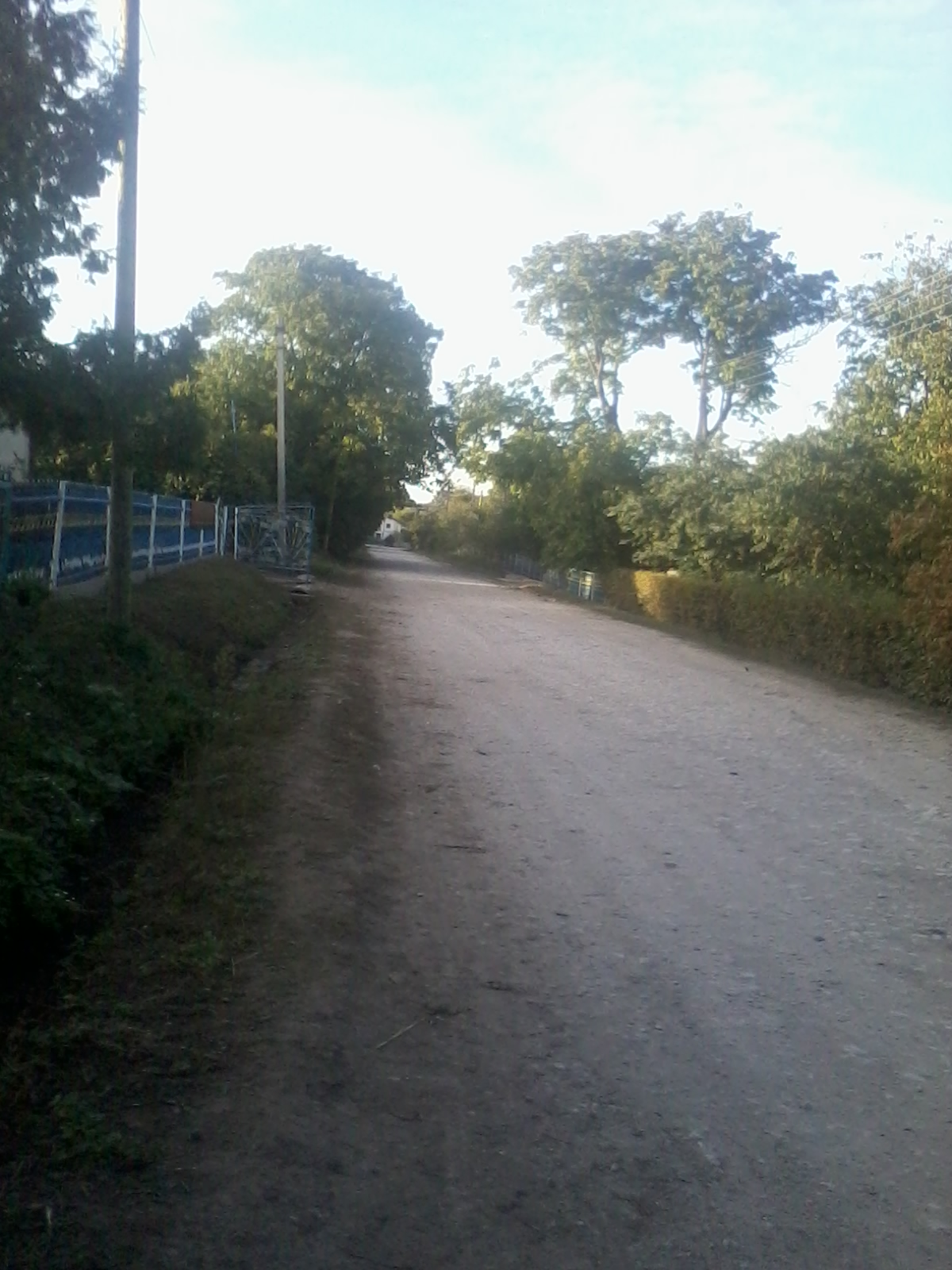

亞齊基夫齊（烏克蘭語：Яцківці），是烏克蘭的村落，位於該國西部捷爾諾波爾州，由捷尔诺波尔区負責管轄，處於沃蘇什卡河畔，距離博格達尼夫卡1.5公里，面積8.2平方公里，2001年人口249。
49°41′59″N 25°16′44″E / 49.69972°N 25.27889°E